# Bert Geurkink
Bert Geurkink (18 juni 1957) is een Nederlands acteur.

## Biografie
Geurkink studeerde aan de Toneelschool Arnhem. Hij speelde tot 2010 de rol van Gerben Koudijs in de VARA-serie Deadline. Hij had gastrollen in diverse televisieseries, waaronder Baantjer, Flikken Maastricht en Toen was geluk heel gewoon. Geurkink speelde bij een aantal theatergezelschappen en geeft gastlessen aan de toneelscholen in Arnhem, Maastricht en Utrecht.

## Filmografie

### Televisie
- 1996: Baantjer – De Cock en de wilde moord – Henk Popping
- 2001: Wilhelmina Louis Beel
- 2002: Baantjer – De Cock en het lijk in de kast – Jaap Biemans
- 2003: Toen was geluk heel gewoon – Hendrik Koekoek
- 2007: Keyzer & De Boer Advocaten – Uit het leven, gastrol.
- 2008–2010: Deadline – Gerben Koudijs
- 2010: Den Uyl en de affaire Lockheed – Henk Vredeling
- 2010: Flikken Maastricht – meneer Hofman
- 2010: Bernhard, schavuit van Oranje – Pieter Broertjes
- 2011: Van God Los – Gegijzelde ambtenaar
- 2014: Heer & Meester (televisieserie) – Walter van der Steen
- 2020: Flikken Maastricht – Matt Achterbeeke
- 2025: De Vuurwerkramp – Harry

### Filmografie
- 1990: Kracht – Jo
- 1996: De nieuwe moeder – ober
- 1997: Vrijmarkt – rol onbekend
- 1999: Kruimeltje – agent
- 2006: De Sportman van de Eeuw – Buwe
- 2008: Bloedbroeders – leraar klassieke talen
- 2011: Sonny Boy – groenteboer

## Theaterwerk
- 2010–2011: Voorjaarsontwaken – verschillende rollen, een stuk van Frank Wedekind, een productie van Toneelgroep Oostpool.
- 2011–2012: Eli Eli – Hakan, van het gelijknamige boek Låt de rätte komma in, een productie van Toneelgroep Oostpool.
- 2015–heden: Soldaat van Oranje als François van 't Sant
- 2017: Het verzet kraakt als Herman Höften